# KKL
株式会社KKL（ケイ・ケイ・エル）は、関東地区を地盤とする軽量仮設材のレンタル会社である。

## 取扱品目
枠組足場、Iqシステム、単管パイプ、鉄骨足場、移動式足場・ローリングタワー、支保工・OKサポート、支保梁・ビーム、脚立、ゲート類・門扉、仮囲材

## 沿革
- 1970年9月28日 - 東京都千代田区に「建設機材リース株式会社」として創業。
- 1990年 - 「株式会社ケイ・ケイ・エル」に社名変更。
- 2002年 - 「株式会社KKL」に社名変更。

## 事業所
- 本社／東京都渋谷区代々木1-36-1オダカビル6F
- 小川機材センター／埼玉県比企郡小川町原川681
- 金勝山機材センター／埼玉県比企郡小川町木呂子